# Štěpán Smolen
Štěpán Smolen (* 19. září 1983, Český Krumlov) je český katolický kněz, spisovatel a překladatel.

## Život
Pochází z Českého Krumlova. Na Univerzitě Karlově vystudoval filozofii, religionistiku a teologii. Nejdříve pracoval jako ošetřovatel v nemocnici Milosrdných sester sv. Karla Boromejského v Praze pod Petřínem. Následně vstoupil do kněžského semináře, vystudoval Katolickou teologickou fakultu a v roce 2014 přijal jáhenské svěcení, o rok později se stal knězem. Jako kněz působí v litoměřické diecézi. Od 1. září 2021 se stal duchovním správcem farnosti – děkanství Jablonec nad Nisou.
Píše jak odborné texty (např. v časopisech Dingir či Křesťanská revue), tak i beletrii.

## Dílo
- Buď, kde jsi. Kostelní Vydří: Karmelitánské nakladatelství, 2016. ISBN 978-80-7195-926-7 (slovenský překlad 2019).
- Sehnsucht: Úvod k romantické touze. Praha: OIKOYMENH, 2017. ISBN 978-80-7298-519-7 (knižně vydaná diplomová práce).
- Do boje s růžencem aneb Jak se porazit a přitom vyhrát. Jablonec nad Nisou: Vydavatelství IN, 2017. ISBN 978-80-87821-08-4 (slovenský překlad 2019).
- Cesta na Západ. Po stopách ochočeného Boha. Nová Ves pod Pleší: Hesperion, 2018. ISBN 978-80-906736-4-9.
- Cigánský evangelia. Brno: Cesta, 2020. ISBN 978-80-7295-262-5.
- Pominuté chvály. Brno: Cesta, 2021. ISBN 978-80-7295-278-6 (3. vydání 2023).

### Spolupráce
- Předmluva k českému překladu knihy Philipa F. Lawlera Ztraceni: Kolaps katolické kultury

### Překlady
- George MacDonald, Snílci: pohádková romance. Praha: Volvox Globator, 2012.
- Peter Kreeft, Tolkienovo vidění světa. Praha: Paulínky, 2014.
- Isabelle Prêtre, Jak si zpackat život snadno a rychle. Praha: Paulínky, 2016.
- Peter Kwasniewski, Povstávání z prachu. Nová Ves pod Pleší: Hesperion, 2016.

### Články
- „Evropa na kolenou“, RC Monitor 13/2016, 10-13. Dostupné online.